# Horst Büttner
Horst Büttner (* 13. Januar 1927 in Oelsnitz/Erzgeb.) ist ein deutscher Bergmann und ehemaliger Volkskammerabgeordneter für den Freien Deutschen Gewerkschaftsbund (FDGB).

## Leben
Büttner stammte aus dem sächsischen Erzgebirge und war der Sohn eines Arbeiters. Nach dem Besuch absolvierte er im Zweiten Weltkrieg von 1941 bis 1944 eine Bergmannslehre und besuchte die Werkschule. Danach wurde er zur Wehrmacht eingezogen.
Ab 1950 arbeitete er als Hauerbrigadier bei der SDAG Wismut in Aue-Bad Schlema.

## Politik
Büttner wurde 1954 Mitglied des FDGB und 1959 Mitglied der SED. In der Wahlperiode von 1963 bis 1967 war er Mitglied der FDGB-Fraktion in der Volkskammer der DDR.

## Auszeichnungen
- Held der Arbeit
- Verdienter Bergmann
- Meisterbauer
- vierfacher Aktivist
- Ehrennadel der Gesellschaft für Deutsch-Sowjetische Freundschaft in Silber